# Werner Stutz
Pour les articles homonymes, voir Stutz.
Werner Stutz, né le 10 avril 1962 à Sarmenstorf, est un coureur cycliste suisse, professionnel de 1987 à 1995.

## Palmarès
- 1986
  - 4e étape du Grand Prix Guillaume Tell
- 1987
  - Prologue du Tour de Suisse
  - 3e étape du Grand Prix Guillaume Tell
- 1988
  - 2e étape du Tour de Suisse
  - 3e étape du Grand Prix Guillaume Tell
  - 2e du Trophée Baracchi
  - 4e du Grand Prix des Nations
- 1990
  - Grand Prix Guillaume Tell :
    - Classement général
    - Prologue et 8e étape
- 1991
  - Six jours de Zurich

## Résultats sur les grands tours

### Tour de France
- 1991 : 113e

### Tour d'Italie
- 1988 : 43e
- 1989 : 62e
- 1990 : 51e